# Ellen Muth
Ellen Muth (Milford, Connecticut, 1981. március 6. –) visszavonult amerikai színésznő. 
Magyarországon George Lass megformálójaként ismerhető a Haláli hullák című sorozatból.

## Élete és pályafutása
Édesapja, Dr. Erich Muth, édesanyja, Rachel Muth. Ellent már gyerekkorában is a színészet érdekelte. Első nagy szerepét 1995-ben kapta, a Taylor Hackford által rendezett Dolores Claiborne című thrillerben. Fiatal Selena-t játszotta. Ez a szerep nyert egy japán akadémiai díjat is. Ezek után játszott sokféle filmben és sorozatban is, mint az Only Love, az Esküdt ellenségek, a The Beat, a Haláli hullák, a The Young Girl and the Monsoon, Az igazat Jane-ről. A Haláli hullák alapján készült filmváltozatnak szintén főszereplője volt.
Kedvenc színésznője Angelina Jolie, kedvenc filmje A Clockwork Orange, kedvenc sorozata a Szex és New York.

## Filmográfia

### Film
| Év   | Cím                                     | Szerep                     | Megjegyzések             |
| ---- | --------------------------------------- | -------------------------- | ------------------------ |
| 1995 | Dolores Claiborne                       | Selena St. George fiatalon | magyar hangja: Dögei Éva |
| 1999 | The Young Girl and the Monsoon          | Constance                  |                          |
| 2001 | Rain                                    | Jenny                      |                          |
| 2002 | A Gentleman's Game                      | Mollie Kilduff             |                          |
| 2007 | Tofu the Vegan Zombie in Zombie Dearest | Addie Vost                 | rövidfilm                |
| 2008 | Jack N Jill                             | Jill                       | rövidfilm                |
| 2009 | Dead Like Me: Life After Death          | George Lass                |                          |
| 2011 | Rose and Violet                         | Rose                       | rövidfilm                |
| 2012 | Margarine Wars                          | Katie Trumbull             |                          |
| 2012 | Rudyard Kipling's Mark of the Beast     | Natalie                    |                          |

### Televízió
| Év        | Magyar cím                               | Eredeti cím                       | Szerep                | Megjegyzések                                    |
| --------- | ---------------------------------------- | --------------------------------- | --------------------- | ----------------------------------------------- |
| 1997      | Esküdt ellenségek                        | Law & Order                       | Adele Green           | 1 epizód                                        |
| 1999      | Tiltott szerelem                         | Only Love                         | Rachel                | tévéfilm                                        |
| 2000      |                                          | The Beat                          | Jacqueline Hutchinson | 1 epizód                                        |
| 2000      | Esküdt ellenségek: Különleges ügyosztály | Law & Order: Special Victims Unit | Elaine Harrington     | 1 epizód                                        |
| 2000      | Az igazat Jane-ről                       | The Truth About Jane              | Jane                  | tévéfilm                                        |
| 2000      |                                          | Normal, Ohio                      | Dana Le Tour          | próbaepizód                                     |
| 2000      | Küzdelem az igazságért                   | Cora Unashamed                    | Jessie 18 évesen      | tévéfilm                                        |
| 2002      | Pusztító tűzvihar                        | Superfire                         | Jill Perkins          | - tévéfilm - magyar hangja: - Nemes Takách Kata |
| 2002      | Gyógyító szeretet                        | Two Against Time                  | Emma Portman          | tévéfilm                                        |
| 2003–2004 | Haláli hullák                            | Dead Like Me                      | Georgia "George" Lass | főszereplő (29 epizód)                          |
| 2012      |                                          | Are We There Yet?                 | Andrea                | 1 epizód                                        |
| 2013      | Hannibal                                 | Hannibal                          | Georgia Madchen       | vendégszereplő (2 epizód)                       |

## Díjak és jelölések
- Tokiói Nemzetközi Filmfesztivál – legjobb mellékszereplő – Dolores Claiborne (1995)
- AFI Fest – legjobb színésznő – The Young Girl and the Monsoon (1999)
- Jelölés – Szaturnusz-díj a legjobb televíziós színésznőnek – Haláli hullák (2004)